# Cantonul Fontaine-Française
Cantonul Fontaine-Française este un canton din arondismentul Dijon, departamentul Côte-d'Or, regiunea Burgundia, Franța.

## Comune
| Comune                                   | Populație (1999) | Cod poștal | Cod INSEE |
| ---------------------------------------- | ---------------- | ---------- | --------- |
| Bourberain                               | 278              | 21610      | 21094     |
| Chaume-et-Courchamp                      | 140              | 21610      | 21158     |
| Dampierre-et-Flée                        | 102              | 21310      | 21225     |
| Fontaine-Française                       | 916              | 21610      | 21277     |
| Fontenelle                               | 104              | 21610      | 21281     |
| Licey-sur-Vingeanne                      | 85               | 21610      | 21348     |
| Montigny-Mornay-Villeneuve-sur-Vingeanne | 358              | 21610      | 21433     |
| Orain                                    | 109              | 21610      | 21468     |
| Pouilly-sur-Vingeanne                    | 92               | 21610      | 21503     |
| Saint-Maurice-sur-Vingeanne              | 162              | 21610      | 21562     |
| Saint-Seine-sur-Vingeanne                | 286              | 21610      | 21574     |